# Il giro del mondo degli innamorati di Peynet
Il giro del mondo degli innamorati di Peynet è un film d'animazione del 1974 diretto da Cesare Perfetto, basato sui personaggi creati dall'illustratore francese Raymond Peynet.

## Trama
I giovani fidanzati francesi Valentino e Valentina, partono da Parigi per un giro del mondo alla ricerca dell'amore. I due visitano l'Africa, l'Europa e l'Asia, osservando le caratteristiche più divertenti delle varie culture, ma senza trovare l'amore. Infine, tornano a Parigi.

## Produzione
La lavorazione del film è durata due anni. Secondo Peynet, che partecipò alla produzione, l'opera non vuole veicolare alcun messaggio, ma essere semplicemente un inno all'amore più naturale.

## Colonna sonora
La colonna sonora è di Alessandro Alessandroni, mentre il tema principale del film è stato composto da Ennio Morricone. La canzone A Flower's All You Need è cantata da Demis Roussos, ed è stata riutilizzata per il film L'ultimo treno della notte.

## Distribuzione
L'anteprima del film avvenne il 1º aprile 1974 sulla turbonave Raffaello, partita da Genova e di sosta a Cannes. Il film fu distribuito in Giappone il 15 giugno 1974. In Italia, dopo essere stato proiettato ad alcuni festival, venne distribuito definitivamente il 4 gennaio 1975.